# Стара Ґрабовниця
Стара Ґрабовниця (пол. Stara Grabownica) — село в Польщі, у гміні Острув-Мазовецька Островського повіту Мазовецького воєводства.
Населення — 363 особи (2011).
У 1975-1998 роках село належало до Остроленцького воєводства.

## Демографія
Демографічна структура станом на 31 березня 2011 року:
|          | Загалом | Допрацездатний вік | Працездатний вік | Постпрацездатний вік |
| -------- | ------- | ------------------ | ---------------- | -------------------- |
| Чоловіки | 188     | 34                 | 132              | 22                   |
| Жінки    | 175     | 33                 | 105              | 37                   |
| Разом    | 363     | 67                 | 237              | 59                   |